# Sayornis
Sayornis és un gènere d'ocells de la família dels tirànids (Tyrannidae). Agrupa tres espècies originàries del continent americà les àrees de distribució de les quals es troben entre Alaska i l'est del Canadà, a través d'Amèrica del Nord, Central i pels Andes d'Amèrica del Sud fins al nord-oest de l'Argentina.

## Descripció
Les espècies d'aquest gènere són tirànids mitjans, mesurant entre 17 i 19 cm de longitud; es diferencien dels piuís del gènere Contopus per l'hàbit de abaixar la cua i obrir-la i dels mosquers del gènere Empidonax per faltar-los les llistes evidents a les ales i l'anell ocular. Les dues espècies més del nord (S. phoebe i S. saya) són migratòries cap al sud als hiverns boreals, abandonant les àrees d'hivernada al començament de març i tornant al setembre-octubre. Prefereixen ambients semi-oberts i són vistes sovint a prop de construccions i ponts. L'espècie S. nigricans es diferencia notablement de les altres dues pel dors, cap i pit negres, el dors a les altres dues és marró grisenc i el pit pàl·lid.

## Taxonomia i etimologia
El gènere Sayornis que va ser introduït pel naturalista francès Charles Lucien Bonaparte l'any 1854 amb el mosquer negre (Sayornis nigricans) com a espècie tipus.
Els amplis estudis geneticomoleculars realitzats per Tello et al. (2009) van descobrir una quantitat de relacions noves dins de la família Tyrannidae que encara no estan reflectides en la majoria de les classificacions. Seguint aquests estudis, Ohlson et al. (2013) van proposar dividir Tyrannidae en cinc famílies. Segons l'ordenament proposat, Sayornis roman a Tyrannidae, en una subfamília Fluvicolinae (Swainson, 1832-33), en una tribu Contopini (Fitzpatrick, 2004) al costat d'Ochthornis, Cnemotriccus, Lathrotriccus, Mitrephanes, Aphanotriccus, Empidonax, Contopus i, provisionalment, Xenotriccus.
El nom del gènere es construeix a partir de la part específica del nom de Bonaparte per al mosquer de Say (Muscicapa saya), i del grec antic «ornis» que significa “ocell”.
Segons la Classificació del Congrés Ornitològic Internacional (versió 14.2, 2024) aquest gènere està format per tres espècies:
- Sayornis nigricans - mosquer negre.
- Sayornis phoebe - mosquer fibi.
- Sayornis saya - mosquer de Say.